# Dromaeosaurinae
Dromaeosaurinae ([dromeosauriné], „dromeosaurini“) je podčeleď čeledi Dromaeosauridae. Podčeleď byla pojmenována podle druhu Dromaeosaurus albertensis, nálezu v kanadské provincii Albertě popsaného roku 1922 . Překlad vědeckého názvu popsaného druhu (Dromaeosaurus albertensis) by zněl „běhající ještěr z Alberty“.

## Charakteristika
Zástupci podčeledi, relativně štíhle stavění teropodi, žili v období křídy zejména v Severní Americe (USA a Kanada), dále také v Evropě (Dánsko), Asii (Mongolsko a Čína) a nejspíš i v Africe (Etiopie). Nejstarší zástupci se mohli objevit již koncem jury, jejich největší rozkvět však spadá do rané a pozdní křídy. Obvykle šlo spíše o menší dravce dlouhé zhruba do 1,8 metru. Podstatně většími rody byli Dakotaraptor (asi 5,5 m), Achillobator (6 m) a Utahraptor (7 m). Stejně jako ostatní dromeosauridi byli i zástupci této podčeledi poměrně blízce příbuzní ptákům.